# Ectopioglossa palustris
Ectopioglossa palustris är en stekelart som beskrevs av Vecht 1963. Ectopioglossa palustris ingår i släktet Ectopioglossa och familjen Eumenidae. Inga underarter finns listade i Catalogue of Life.